# Народни покрет Србије
Народни покрет Србије (скраћено НПС) је политичка странка у Србији. Мирослав Алексић је председник странке од њеног реформисања у августу 2023.
НПС је раније постојао од 2014. до 2017, а предводио га је Алексић, који је био њен једини посланик у Народној скупштини Србије. Алексић је у октобру 2017. дозволио да се странка пререгиструје у Народну странку под вођством Вука Јеремића.

## Историја

### 2014 - 2017.
Године 2012. Мирослав Алексић је постао председник општине Трстеник као члан Уједињених региона Србије (УРС). УРС су у великој мери постали неактивни након парламентарних избора 2014, а Алексић је напустио странку касније током године и постао вршилац дужности председника отцепљене групе која се првобитно звала Народна странка Србије (НСС). У јануару 2015. група је формално конституисана као Народни покрет Србије, а Алексић је изабран за њеног председника у фебруару.
Странка је на парламентарним изборима 2016. изашла на листи Савеза за бољу Србију коју су предводили Борис Тадић, Чедомир Јовановић и Ненад Чанак. Алексић је добио осму позицију на изборној листи и изабран је када је Савез освојио тринаест мандата.
НЛС је деловао у скупштинском савезу са Тадићевом Социјалдемократском странком, која је такође изашла на изборе 2016. у склопу исте коалиције. Алексић је био заменик шефа посланичке групе. И савез са Тадићевом странком и Алексићевим заменичким руководством посланичке групе настављен је након реструктурирања НПС у Народну странку.

### 2023 - данас
НПС је поново успостављен 6. августа 2023. године на Опленцу (након што је после несугласица и непостизања консензуса око смера у коме странка треба да се креће Алексић напустио Народну странку) са вером да je Србији потребна странка окупљања а не раздвајања као и да заједно можемо да изградимо земљу која се поноси својом прошлошћу и оптимистично гледа у будућност. Поред Алексића, странци су приступили и посланици у Народној скупштини Славица Радовановић, Борислав Новаковић и Ђорђе Станковић и одборници у Скупштини града Београда. Алексић је најавио да ће та странка почети са прикупљањем потписа за регистрацију. Алексић је 25. августа саопштио да су прикупили преко 10.000 потписа. Прва изборна Скупштина Народног покрета Србије одржана је 12. новембра 2023. године. Тада је изабрано руководство странке, односно тим који ће предводити председник странке Мирослав Алексић.
НПС је убрзо након оснивања изашао на ванредне парламентарне изборе 17. децембра 2023. године у оквиру коалиције „Србија против насиља”. Листа је освојила у просеку сваки четврти глас (преко 900 хиљада гласова) остваривши тако најбољи резултат једне опозиционе листе још од 2012. године. Носилац изборне листе био је Мирослав Алексић. Од оснивања странке па до данас, НПС броји скоро 300 одборника у преко 100 градова и општина широм Србије и има формирано преко 140 локалних одбора, што градских што општинских.

## Политичка платформа и идеологија
Политика Народног покрета Србије је усмерена ка стварању одрживе економије која ће омогућити развој и благостање за све грађане. Странка баштини како националне тако и грађанске вредности. Њено деловање се заснива на поштовању националних и демократских начела као и грађанског родољубља.
Један од елементарних постулата на којима је основан Народни покрет Србије је борба против корупције и криминала.
Једна од ствари за коју ће странка борити је увођење пропорционалног персонализованог изборног система ради повратка поверења грађана у институције и одговорност јавних функционера. Народни покрет Србије сматра да су децентрализација и регионализација државе неопходни за реформу система.
Народни покрет Србије је истицао нову стратегију пољопривредног развоја. 
Народни покрет Србије је за државотворну и одговорну спољну политику, фокусирану на интересе Републике Србије, грађана и српског народа у дијаспори, у складу са европским вредностима. Приоритет Народног покрета Србије је пре свега стварање услова за безбедан и нормалан живот грађана који живе на Косову и Метохији уз борбу за очување наших интереса, неприкосновености националног интегритета и суверенитета Републике Србије као једне од кључних европских вредности. Залажемо се за трајна решења за сва отворена питања уз пуну примену Устава Републике Србије и Повеље Уједињених нација.
Став странке је да сарадња с ЕУ не би требало да искључује друге велике светске партнере, укључујући Сједињене Америчке Државе и земље БРИКСА, као и билатералну сарадњу с другим земљама у развоју. Србија мора бити место сусрета истока и запада и да подржава мир, солидарност и регионалну сарадњу, сагласно једном од основних начела странке о војној неутралности.

## Списак председника
| Бр.                                  | Бр. | Председник       | Председник | Рођење—смрт | Почетак мандата  | Завршетак мандата |
| ------------------------------------ | --- | ---------------- | ---------- | ----------- | ---------------- | ----------------- |
| 1                                    |     | Мирослав Алексић |            | 1978—       | 22. август 2014. | 22. октобар 2017. |
| у оквиру Народне странке (2017—2023) |     |                  |            |             |                  |                   |
| (1)                                  |     | Мирослав Алексић |            | 1978—       | 6. август 2023.  | данас             |

## Резултати на изборима

### Парламентарни избори
| Година | Вођа             | Гласови | % од важећих | Бр. | Мандати  | Промена | Коалиција       | Статус    | Реф.   |
| ------ | ---------------- | ------- | ------------ | --- | -------- | ------- | --------------- | --------- | ------ |
| 2016.  | Мирослав Алексић | 189.564 | 5,17%        | 7.  | 1 / 250  | 1       | НПС—СДС—ЛДП—ЛСВ | опозиција | [ 19 ] |
| 2023.  | Мирослав Алексић | 902.450 | 24,32%       | 2.  | 12 / 250 | 11      | СПН             | опозиција |        |

### Покрајински избори
| Година | Вођа             | # гласова | % од важећих | # посланика | Промена | Коалиција | Влада     |
| ------ | ---------------- | --------- | ------------ | ----------- | ------- | --------- | --------- |
| 2023.  | Мирослав Алексић | 215.197   | 22,55        | 5 / 120     | 5       | СПН       | опозиција |

### Избори за одборнике Скупштине града Београда
| Година | Вођа             | # гласова | % од важећих | # посланика | Промена | Коалиција     | Влада     |
| ------ | ---------------- | --------- | ------------ | ----------- | ------- | ------------- | --------- |
| 2023.  | Мирослав Алексић | 325.429   | 35,39        | 5 / 110     | 5       | СПН           | Н/Д       |
| 2024.  | Мирослав Алексић | 84.337    | 12,39        | 4 / 110     | 1       | Бирам Београд | опозиција |